# Paul Hugo Meyer
Paul Hugo Meyer (* 5. Dezember 1920 in Berlin; † 13. Juni 2008 in Bloomfield) war ein deutsch-amerikanischer Romanist und Hochschullehrer.

## Leben
Paul Hugo Meyer machte das Abitur 1938 in Berlin. Noch im gleichen Jahr emigrierte er mit der ganzen Familie aus dem NS-Staat über England nach Kanada. Er studierte an der McGill University in Montreal und schloss 1945 mit dem Magister ab. Er leistete Militärdienst in Europa, studierte drei Jahre an der Sorbonne und wurde 1952 Instructor am Bryn Mawr College. 1954 wurde er an der Columbia University promoviert und stieg an der University of Connecticut von Instructor (1954–1957) über Assistenzprofessor (1957–1962) und Associate Professor (1962–1966) zum Full Professor (1966–1991) auf. Meyer war Spezialist der französischen Literatur des 18. Jahrhunderts.

## Veröffentlichungen (Auswahl)
- Hume in eighteenth-century France. PhD Columbia University 1954.
- (Hrsg.) Denis Diderot: Lettre sur les sourds et muets. Droz, Genf 1965.
- Rousseaus Stellung zur französischen Sprache. In: Beiträge zur französischen Aufklärung und zur spanischen Literatur. Festgabe für Werner Krauss zum 70. Geburtstag. Berlin 1971, S. 185–202.